# Điện Phương
Điện Phương là một phường thuộc thị xã Điện Bàn, tỉnh Quảng Nam, Việt Nam.

## Địa lý
Phường Điện Phương nằm ở phía đông nam thị xã Điện Bàn, có vị trí địa lý:
- Phía đông giáp thành phố Hội An
- Phía tây giáp phường Điện Minh
- Phía nam giáp xã Điện Phong và huyện Duy Xuyên
- Phía bắc giáp phường Điện Nam Đông.

Phường Điện Phương có diện tích 9,94 km², dân số năm 2022 là 15.129 người, mật độ dân số đạt 1.522 người/km².

## Hành chính
Phường Điện Phương được chia thành 10 thôn: Triêm Nam, Đông Khương 1, Đông Khương 2, Thanh Chiêm 1, Thanh Chiêm 2, Triêm Trung 1, Triêm Trung 2, Triêm Đông 1, Triêm Đông 2, Triêm Tây.

## Lịch sử
Trước đây, Điện Phương là một xã thuộc huyện Điện Bàn.
Ngày 11 tháng 3 năm 2015, xã Điện Phương trực thuộc thị xã Điện Bàn mới thành lập.
Ngày 13 tháng 2 năm 2023, Ủy ban Thường vụ Quốc hội ban hành Nghị quyết số 727/NQ-UBTVQH15 (nghị quyết có hiệu lực từ ngày 10 tháng 4 năm 2023). Theo đó, thành lập phường Điện Phương trên cơ sở toàn bộ 9,94 km² diện tích tự nhiên và 15.129 người của xã Điện Phương.